# Bertholdia trigona
Bertholdia trigona är en fjärilsart som beskrevs av Augustus Radcliffe Grote 1879. Bertholdia trigona ingår i släktet Bertholdia och familjen björnspinnare. Inga underarter finns listade i Catalogue of Life.